# August Abel (Politiker)
August Abel (* 19. Dezember 1887 in Gelsenkirchen; † 18. August 1962 in Frankfurt am Main; Pseudonym Ekkehart Wächter) war ein deutscher Politiker (Volksnationale Reichsvereinigung) und Journalist.

## Leben und Wirken
Nach dem Besuch der Volksschule bis zu seinem 9. Lebensjahr und des Realgymnasiums bis zu seinem 15. Lebensjahr wurde Abel an der Präparandie Langenhorst im Kreis Steinfurt und am Lehrerseminar ausgebildet. In seiner Jugend gehörte Abel, der fließend Französisch sprach, zeitweise der französischen Fremdenlegion an.
Ab 1914 nahm Abel am Ersten Weltkrieg teil: Nach der Teilnahme am Feldzug in Belgien, dem Überfall in Löwen (niederl. Leuven) und der Marneschlacht wurde er in die Nachrichtenabteilung abkommandiert. Ab 1916 war Abel Schriftleiter der Rheinisch Westfälischen Zeitung in Essen. In den Monaten vom Oktober 1918 bis zum Januar 1919 war Abel Leiter der Berliner Abteilung der RWZ in Berlin. Von Januar bis Juli 1919 war Abel Vertreter großer Rechtszeitungen in Konstanz und bei den Friedensverhandlungen in Versailles, anschließend bis Juli 1920 verantwortlicher außenpolitischer Schriftleiter der Deutschen Zeitung in Berlin. Vom 1. Oktober 1920 bis zum 1. Oktober 1921 war Abel Leiter der Abteilung für Auswärtige Politik der Bergisch Märkischen Zeitung in Elberfeld. Von Oktober 1921 bis April 1927 war Abel freier Schriftsteller und Leitartikler verschiedener Zeitungen. Von April 1925 bis November 1925 unternahm Abel einen Distanzritt von Berlin durch die Tschechoslowakei, Österreich, Ungarn, Jugoslawien und Bulgarien nach Adrianopel.
Ab April 1927 engagierte sich Abel im Jungdeutschen Orden. In diesem übernahm er nicht nur das Amt des Leiters des jungdeutschen Pressedienstes (Pressewart), sondern auch die Funktion des führenden Außenpolitikers der Gruppe, für die er zahlreiche Auslandsreisen unternahm: So sprach Abel beispielsweise 1928 vor Angehörigen der British Legion in London über die Möglichkeit der Sicherung des europäischen Friedens durch ein deutsch-französisch-britisches Bündnis. Weitere große öffentliche Vorträge gegen den Versailler Vertrag und den Vertrag von St. Germain hielt Abel in Paris. Bei der Luxemburger Frontkonferenz von September 1928 war Abel deutscher Referent über den Weichselkorridor.
1930 trat er der Volksnationalen Reichsvereinigung bei, die sich im Juli 1930 kurzzeitig mit der DDP zur Deutschen Staatspartei (DStP) vereinigte. Bei der Reichstagswahl vom September 1930 wurde Abel als Kandidat der Staatspartei für den Wahlkreis 28 (Dresden-Bautzen) in den Reichstag gewählt, dem er bis zu der Wahl vom Juli 1932 angehörte. Er verließ die Fraktion bereits wieder am 7. Oktober 1930 gemeinsam mit den anderen Abgeordneten der Volksnationalen Reichsvereinigung. Als Abgeordneter trat Abel unter anderem durch seine Gegnerschaft gegen den zu dieser Zeit anwachsenden Nationalsozialismus hervor: So stimmte er im Mai 1932 für das – später wieder aufgehobene – Verbot der Sturmabteilung (SA), der Parteiarmee der NSDAP, die er den „Totengräber des bündischen Gedankens“ nannte.
Während der NS-Zeit emigrierte Abel 1934 nach Tanganjika, wo er sich als Farmer niederließ. 1936 heiratete er. Im September 1939 wurde er vorübergehend interniert, im Juli 1941 folgte schließlich in Deutschland seine Ausbürgerung.
1948 kehrte Abel zurück nach Deutschland, wo er erneut als Journalist tätig wurde. Es folgten zahlreiche Artikel und Vorträge über politische, wirtschaftliche und kulturelle Fragen Afrikas.
In der Sowjetischen Besatzungszone wurde seine Schrift Am Krankenbett des Abendlandes (NBD.-Nationaler Bücher-Dienst, Berlin 1935) auf die Liste der auszusondernden Literatur gesetzt. Das Buch war bereits während der NS-Zeit verboten worden. In der Deutschen Demokratischen Republik folgten auf der Verbotsliste noch seine Grundlagen der deutsch-französischen Verständigung (Jungdeutscher Orden, Ordensamt, Berlin 1930).
Von 1951 bis zu seinem Tod lebte Abel in Frankfurt am Main.

## Schriften
- Grundlagen der deutschfranzösischen Verständigung, 1930.
- Die Fremdenlegion, 1931.
- Versailles 1919 / Lausanne 1932. Von Stresemann bis Papen, Berlin 1932.
- Hitlers aussenpolitische Katastrophe, Berlin s. a. [1932].
- Am Krankenbett des Abendlandes, 1935.